# Arthrodermataceae
Arthrodermataceae Locq. ex Currah – rodzina grzybów z klasy Eurotiomycetes.

## Charakterystyka
Gatunki zaliczane do rodziny Arthrodermataceae rozprzestrzenione są na całym świecie. Są to grzyby chorobotwórcze, dermatofity, u ludzi wywołujące choroby zwane grzybicami.

## Systematyka
Pozycja w klasyfikacji według Index Fungorum: Arthrodermataceae, Onygenales, Eurotiomycetidae, Eurotiomycetes, Pezizomycotina, Ascomycota, Fungi.
Takson ten utworzyli Marcel Locquin i Randolph Currah w 1860 r. W 2016 i 2018 roku opublikowano kompleksowe wielomiejscowe badania filogenetyczne rodziny Arthrodermataceae. Zaliczono do niej taksony, które w głównych cechach odzwierciedlałają ekologiczne preferencje gatunków w przeważających siedliskach zwierzęcych i środowiskowych. Za monofiletyczne uznano siedem taksonów. Później dokonano dalszych zmian. W rezultacie większość zaliczanych do niego rodzajów w wyniku badań filogenetycznych uznana została za synonimy. Według aktualizowanej klasyfikacji Index Fungorum bazującej na Dictionary of the Fungi w 2021 r. do rodziny  Arthrodermataceae należą rodzaje:
- Arthroderma Curr. 1860
- Ctenomyces Eidam 1880
- Endodermophyton Castell. 1910
- Endotrichophyton Moraes 1941
- Epidermophyton Sabour. 1907
- Guarromyces Y. Gräser & de Hoog 2016
- Microsporum Gruby 1843
- Nannizzia Stockdale 1961
- Paraphyton Y. Gräser, Dukik & de Hoog 2018
- Shanorella R.K. Benj. 1956
- Trichophyton Malmsten 1848[1].